# Wacław Walicki

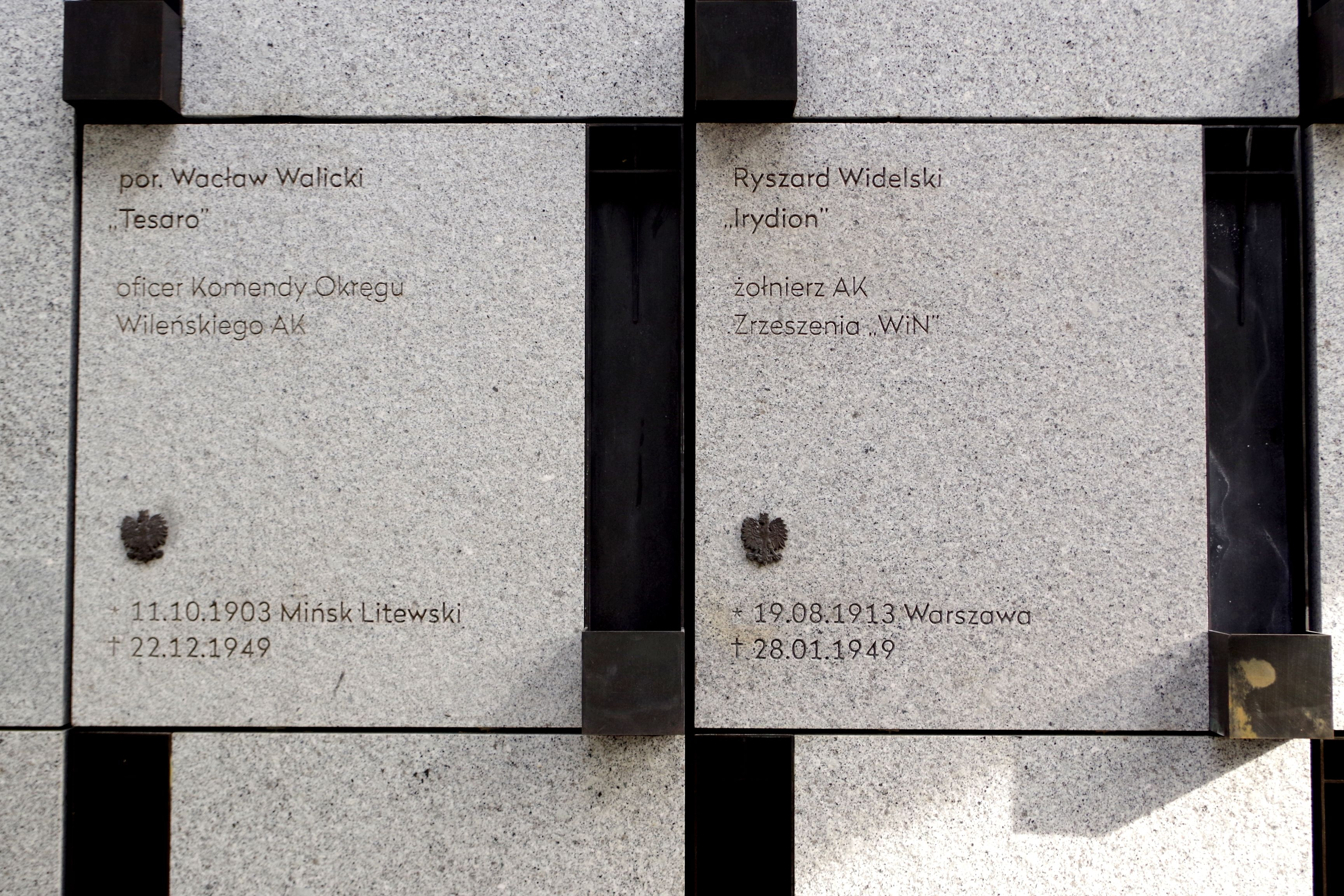
Groby Wacława Walickiego ps. Tesarro i Ryszarda Widelskiego ps. Irydion w Panteonie – Mauzoleum Wyklętych-Niezłomnych na Cmentarzu Wojskowym na Powązkach w Warszawie

Wacław Walicki, pseud. 111, Druh Michał, Pan Michał, Poręba, Tesarro, nazwisko konspiracyjne: Wacław Lurdecki (ur. 28 września?/11 października 1903 w Mińsku Litewskim, zm. 22 grudnia 1949 w Warszawie) – porucznik, oficer Komendy Okręgu Wileńskiego Armii Krajowej, nauczyciel.

## Życiorys
Był synem Adolfa i Anieli z Matusewiczów, z wykształcenia był nauczycielem.
W okresie II wojny światowej, od 1939 roku był członkiem ZWZ, a następnie AK, będąc oficerem wywiadu Dzielnicy „D” konspiracyjnego Garnizonu miasta Wilna. W 1944 roku został mianowany oficerem informacyjnym sztabu Inspektoratu „A” Okręgu Wilno AK, a następnie zgrupowania partyzanckiego (Zgrupowanie nr 1 Okręgu Wilno AK) Antoniego Olechnowicza „Pohoreckiego”. 7 lipca 1944 roku udał się na rozmowy z oficerami wkraczającej do Wilna Armii Czerwonej na czele delegacji oficerów sztabowych tego zgrupowania. Został rozbrojony i aresztowany. Przebywał w więzieniu na Łukiszkach w Wilnie do maja 1945 roku.
Po wyjściu z więzienia został ewakuowany do Polski i w październiku 1945 roku został adiutantem, a w sierpniu 1946 roku – zastępcą komendanta reaktywowanego Wileńskiego Okręgu AK ppłk. Antoniego Olechnowicza. Zorganizował własną siatkę konspiracyjną składającą się z żołnierzy wileńskiej AK zamieszkałych na terenie Ziem Odzyskanych, oraz Łodzi, Poznania i Katowic. W ramach działalności Ośrodka Mobilizacyjnego Okręgu Wileńskiego AK stworzył i kierował własną siatką konspiracyjną, składającą się z wileńskiej młodzieży, używał wtedy pseudonimów 111, Druh Michał, Tessaro (w dokumentacji więziennej błędnie wpisano: „Teresa”, „Tereso”). W styczniu 1948 roku osiedlił się w Szczawnie-Zdroju koło Wałbrzycha. W wyniku choroby wycofał się z aktywnej działalności w konspiracji.
Został aresztowany 23 czerwca 1948 roku w Szczawnie-Zdroju w trakcie ogólnopolskiej akcji „X”, wymierzonej w konspirację wileńską, przeszedł okrutne śledztwo prowadzone przez funkcjonariuszy Ministerstwa Bezpieczeństwa Publicznego. Wojskowy Sąd Rejonowy w Warszawie 8 października 1949 roku skazał go na karę śmierci. Najwyższy Sąd Wojskowy utrzymał wyrok w mocy decyzją z 30 listopada 1949 roku, a Prezydent Rzeczypospolitej Polskiej Bolesław Bierut nie skorzystał z prawa łaski. Wyrok wykonano 22 grudnia 1949 roku w więzieniu przy ul. Rakowieckiej w Warszawie.
Szczątki Wacława Walickiego odnaleziono latem 2012 roku w kwaterze „na Łączce” Cmentarza Wojskowego na Powązkach w Warszawie, o czym Rada Ochrony Pamięci Walk i Męczeństwa, Pomorski Uniwersytet Medyczny w Szczecinie i Instytut Pamięci Narodowej powiadomiły 22 sierpnia 2013 roku. Identyfikację szczątków odnalezionych na kwaterze „Ł” przeprowadza PUM w Szczecinie w ramach Polskiej Bazy Genetycznej Ofiar Totalitaryzmów.